# Jarmila Glazarová

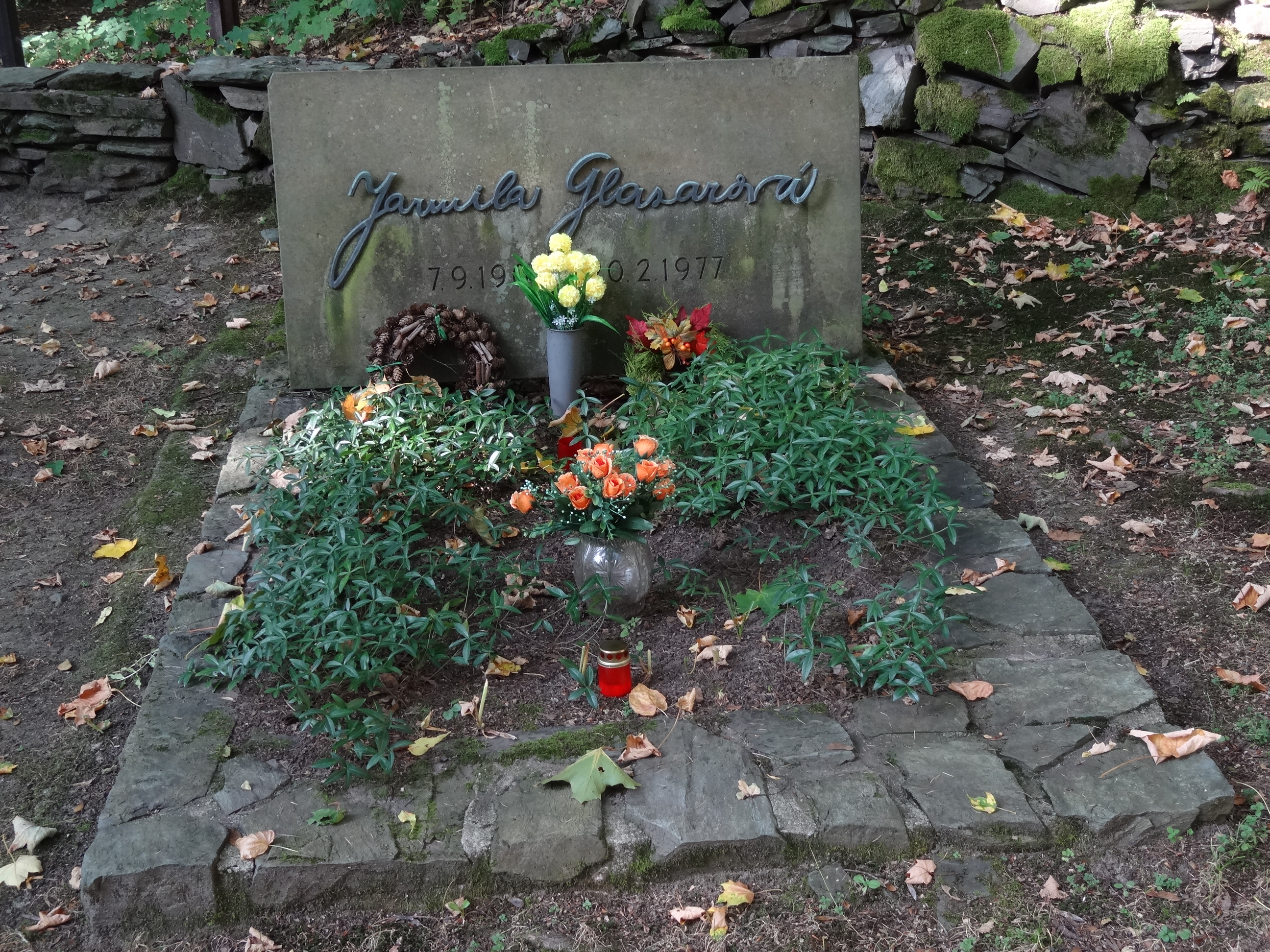
Grób w Malej Skále

Jarmila Glazarová (ur. 7 września 1901 w Malej Skále, zm. 20 lutego 1977 w Pradze) – czeska pisarka, publicystka i posłanka. 

## Życiorys
W 1936 zwyciężyła w konkursie literackim ogłoszonym przez dwa praskie wydawnictwa, książką Roky w kruhu, która była wspomnieniami z okresu dwunastoletniego, szczęśliwego małżeństwa z lekarzem ze Śląska. Okazała się ona sukcesem wydawniczym, a autorka osobą nie tylko sprawnie opisującą przeżycia osobiste, ale też umiejącą dotknąć ważnych dla pokolenia problemów społecznych. Scharakteryzowała zarówno piękno Śląska, jak i jego ubóstwo. Elementy zawarte w tej powieści były charakterystyczne dla całej jej dalszej drogi literackiej. W 1938 wydała powieść Vlčí jáma, w której opisała koleje małżeńskie bardzo młodej Jany, ożenionej ze starszym mężczyzną. Autorka przedstawiła tutaj ludzki dramat, którego siła nie leży w tradycyjnej dramaturgii miłosnego trójkąta, ale w opisie samej bohaterki, rozczarowanej stopniowym poznawaniem świata i jego ciemnych stron. W obu książkach śmierć części bohaterów stanowi podsumowanie opowieści. W pierwszym przypadku jest ona zwornikiem harmonii życia, a w drugim zrębem nowej nadziei.  
W 1939 wydała kolejną powieść – Adwent. Jest ona opowieścią o ubogiej dziewczynie, która po śmierci ukochanego wychodzi za wdowca mieszkającego w samotnym gospodarstwie. Książka ta jest najdojrzalszą pozycją w twórczości autorki. Bohaterki wszystkich trzech powieści są do siebie pod pewnymi względami zbliżone. Mają podobny status społeczny i poziom intelektualny. 
W 1940 wydała społeczną powieść Chudá přadlena, w której umiejętnie przedstawiła czeskie problemy związane z ubóstwem niższych warstw społecznych.  
W okresie powojennym zwróciła się ku publicystyce literackiej i bieżącej. W latach 1946–1948 była pracownikiem kulturalnym ambasady czechosłowackiej w Moskwie, a od 1954 do 1956 posłanką do czechosłowackiego parlamentu. W 1950 wydała reportaż Leningrad oraz zbiór reportaży Výmarský deníček, natomiast w 1954 opis podróży do Chin – Jaro Číny. W tym okresie wiele podróżowała po Europie i Azji, co owocowało publicystyką reportażową, m.in.: Dnes a zítra (1952), Ani dálka, ani cizina (1959), czy Píseň o rodné zemi (1960). W 1959 uzyskała tytuł artystki narodowej. 